# Betty Heidlerová
Betty Heidlerová (* 14. října 1983, Berlín) je německá atletka, mistryně světa, mistryně Evropy a bývalá držitelka světového rekordu v hodu kladivem.

## Kariéra
V roce 2003 skončila na světovém šampionátu v Paříži ve finále jedenáctá. O rok později ji těsně unikla bronzová medaile na letních olympijských hrách v Athénách. Ve třetí sérii hodila 72,73 metru. V páté sérii se však zlepšila Kubánka Yipsi Morenová na 73,36 m. Tímto hodem vybojovala stříbrnou medaili a německou kladivářku odsunula na čtvrté místo.
V roce 2005 získala stříbrnou medaili na mistrovství Evropy do 23 let v německém Erfurtu. Na Mistrovství Evropy v atletice 2006 v Göteborgu se umístila na pátém místě (70,89 m).
V roce 2007 se stala v japonské Ósace mistryní světa (74,76 m), když ve finále o pouhé dva centimetry porazila Kubánku Morenovou. Reprezentovala na olympiádě v Pekingu 2008, kde skončila devátá. Na světovém šampionátu v Berlíně 2009 získala stříbrnou medaili v novém národním rekordu a v tehdy osmém nejlepším výkonu celé historie 77,12 m. Ve finále byla lepší jen Polka Anita Włodarczyková, která hodem dlouhým 77,96 m vytvořila nový světový rekord.
V roce 2010 se stala v Barceloně mistryní Evropy. Na Mistrovství světa v atletice 2011 v jihokorejském Tegu vybojovala výkonem 76,06 m stříbrnou medaili, když prohrála jen s Ruskou Taťjanou Lysenkovou, která zvítězila hodem dlouhým 77,13 m.
V roce 2012 na olympijských hrách v Londýně vybojovala výkonem 77,13 m bronzovou medaili za vítěznou Ruskou Lysenkovou a stříbrnou Polkou Włodarczykovou.
Další medailový úspěch připojila na evropském šampionátu v Amsterdamu v roce 2016, kde v soutěži kladivářek vybojovala stříbrnou medaili za Polkou Włodarczykovou.

## Světový rekord
21. května 2011 na vrhačském mítinku v německém Halle vytvořila nový světový rekord, když stávající rekord Polky Włodarczykové vylepšila o jeden metr a dvanáct centimetrů na 79,42 metrů.